# Marquesat d'Iria Flavia
El marquesat d'Iria Flavia és un títol nobiliari espanyol creat el 17 de maig de 1996 pel rei d'Espanya Joan Carles I a favor de l'escriptor Camilo José Cela Trulock pel seu cultiu de la llengua castellana i la seva extraordinària col·laboració literària reconeguda mundialment.
La seva denominació fa referència a la localitat d'Iria Flavia, a la província de la Corunya.

## Marquesos d'Iria Flavia
|                                     | Titular                             | Període                             | Casa                                |
| Creació per Joan Carles I d'Espanya | Creació per Joan Carles I d'Espanya | Creació per Joan Carles I d'Espanya | Creació per Joan Carles I d'Espanya |
| ----------------------------------- | ----------------------------------- | ----------------------------------- | ----------------------------------- |
| I                                   | Camilo José Cela Trulock            | 1996-2002                           | Casa d'Iria Flavia                  |
| II                                  | Camilo José Cela Conde              | 2002-actualitat                     | Casa d'Iria Flavia                  |